# 손견
손견(孫堅, 156년? ~ 192년?)은 중국 후한 말의 군웅으로, 자는 문대(文臺)이며 양주(揚州) 오군(吳郡) 부춘현(富春縣) 사람이다. 후일 차남 손권에 의해 동오의 황제로 추존되었다. 묘호는 시조(始祖), 시호는 무열황제(武烈皇帝)이다.
젊어서부터 무공을 세웠으며 반동탁 연합군 중에서도 가장 선전하였다. 각 군웅들이 할거한 후에는 원술 밑에서 유표를 공격하다 황조의 저격으로 전사하였다.
배잠(裴潛)은 손견은 강동에서 황건적을 토벌하면서 오(吳)의 장교로 등용되었으며 이후 명성을 얻어 최고의 용장(勇將)으로 중앙의 권력에 입성할 역량을 갖춘 인물이라 평했다.

## 생애

### 초반
춘추 시대의 명장 손무의 후손이지 않을까란 가설이 있지만 근거는 없다. 17세 때 아버지와 배를 타고 가다가 전당(錢唐, 항저우시 링인산 인근)에 이르렀을 때 호옥(胡玉) 등의 해적이 상인들의 재물을 약탈하여 나누고 있는 것을 목격하였다. 아버지가 만류했음에도 홀로 칼을 쥐고 강가에 올라 병사들을 지휘하는 척 하였다. 도적들이 이를 보고는 관군이 온 줄 착각하여 도주하니 추격하여 머리 하나를 베어 돌아왔다. 이로 인해 유명해지고 현의 관리가 되었다.
172년(희평 원년) 회계(會稽) 구장현(句章縣)에서 허창(許昌)이 난을 일으켜 약 만 명을 모으고 스스로 양명황제(陽明―)라 칭하자 군사마(司馬)로서 종군하여 토벌에 공을 세우고 염독승(鹽瀆丞)이 되었다가 우이승(盱眙―)과 하비승(下邳―)을 역임하였다. 가는 곳마다 백성들의 칭송을 받았으며 지인들과도 친하게 지냈다. 184년(중평 원년) 황건적의 난 때는 중랑장 주준 밑에서 좌군사마(佐軍―)로 참전하여 많은 공을 올리고 별부사마(別部―)를 제수받았다.

### 양주의 난
185년 음력 8월 거기장군 장온이, 양주(凉州)에서 난을 일으킨 변장·한수 등을 토벌하러 가면서 손견을 참군사(參軍事)로 삼아 자신을 따르게 했다. 어느날 장온이 파로장군(破虜將軍) 동탁을 호출했는데 늦게 온 데다 태도까지 불손하였다. 손견이 군율에 따라 참수할 것을 장온에게 진언했으나 동탁은 농(隴)과 촉(蜀)에서 위세와 명성을 떨치고 있었으므로 받아들여지지 않았다.
장온군은 약 10만 명으로 미양(美陽)에서 싸웠는데 고전을 거듭하였다. 손견 역시 천 명의 병력과 인수(印綬)까지 잃기도 하였다. 11월(음력) 동탁이 반전하여 반군을 크게 깨트렸고 유중(楡中)으로 도망가는 반군을 탕구장군(盪寇―) 주신(周愼)이 3만 명으로 쫓았다. 동탁은 그 뒤를 지키려고 했지만 장온이 출격을 명하였고 손견은 반군의 보급로를 끊자고 했지만 주신이 채택하지 않았다. 이에 한수와 변장이 역으로 보급선을 차단하니 주신은 퇴각하였다.

### 강남 토벌
돌아와 의랑(議郞)이 되었다가 187년 장사군에서 구성, 영릉군과 계양군에서 주조(周朝)와 곽석(郭石), 관곡(觀鵠) 이 함께 난을 일으키자 장사태수에 임명되어 그 진압을 맡았다. 육강의 조카인 의춘현장(宜春縣長)이 이들의 습격을 받아 구원을 청하였다. 주부(主簿)가 주군의 경계를 넘으면 죄가 된다고 간했지만 “나는 문덕이 없어 무공으로 봉사하는 사람이오. 경계를 넘음으로써 죄를 짓는다 해도 다른 군국을 도와주는 것이 얼마나 부끄럽겠소?”라며 출병하였다. 모두 평정하고 오정후(烏程侯)에 봉해졌다.

### 북상
190년(초평 원년) 1월(음력) 반동탁 연합군이 결성되자 호응하여 낙양으로 진군하였다. 가는 길에 같은 연합군의 일원인 형주자사 왕예와 남양태수 장자(張咨)를 살해했다. 왕예는 손견이 무관이라고 자못 가벼이 대했고 무릉태수 조인(曹寅)과도 사이가 좋지 않았다. 왕예가 동탁을 치기 전에 조인부터 죽일 것이라고 떠들기에 두려워진 조인은 광록대부(光祿大夫) 온의(溫毅)의 격문이라 꾸며 쓴 것을 손견에게 보여주며 왕예를 죽이자고 부추겼다. 이에 응한 손견이 병사를 이끌고 왕예를 습격하였다. 자신의 죄가 무엇이냐는 왕예의 질문에 ‘모르는 것이 죄’라 답하고 죽였다. 장자는 보급을 잘 안 해준다는 이유로 군중으로 유인해서 죽였다.

### 원술을 섬기다
손견의 군세는 수만 명이었으며 동탁에게서 남양으로 몸을 피했던 후장군 원술을 따랐다. 원술이 표를 올려 손견에게 파로장군과 예주자사를 겸하게 했다. 노양(魯陽, 지금의 허난성 루산현)에서 군대를 조련하였다. 동탁이 수만 명을 보내 찔러봤으나 손견의 방비가 철저했으므로 싸우지 않고 돌아갔다. 양(梁, 지금의 허난성 루저우시)으로 옮겼다가 서영의 공격에 크게 깨지고 수십 기만을 몰아 탈출하였다. 손견은 늘 붉은 융단 두건을 썼는데 이를 조무에게 씌워 가까스로 추격을 따돌렸다.
191년 2월(음력) 양인(陽人)에서 다시 군을 수습하였다. 동탁이 호진과 여포에게 5,000명을 주어 출전시켰는데 서로 반목하기에 격파하고 도독 화웅 등을 효수했다. 원술은 손견이 낙양을 점령하면 다른 뜻을 품을까봐 보급을 중단하였다. 손견이 양인에서 노양까지 100여 리를 밤새 달려가 땅에 그림을 그려가며 계획을 설명하고 사심이 없음을 부르짖으니 원술이 의심을 풀었다.
동탁은 손견군의 용진이 불편하여 이각을 보내 화친을 청하고 그 아들들에게는 자사나 태수를 주겠다고 했다. 손견은 ‘동탁의 삼족을 멸하지 않으면 죽어서도 눈을 못 감는다’며 강하게 내치고 계속 진격하였다. 낙양까지 90리밖에 남지 않은 대곡(大谷)에서 몸소 출진한 동탁을 패주시키고 낙양을 지키던 여포까지 물리쳤다. 마침내 낙양에 입성하여 훼손된 종묘와 여러 능을 바로 세웠다. 그러나 낙양은 이미 동탁에 의해 처참하게 황폐해져 보급이 어려웠기에 곧 노양으로 돌아왔다. 이때 전국새를 습득하여 원술이 가졌다.

### 원소와의 싸움
반동탁 연합군은 분열하여 남양 태수 원술은 공손찬과 손잡고, 원소는 형주 자사 유표와 손잡고 서로 싸웠다. 원소가 주흔, 주앙, 주우 형제로 하여금 손견을 공격하여 예주를 취하려 하기에 막아냈다. 이 과정에서 공손찬의 종제 공손월은 전사하였다. 원술의 명으로 유표도 공격하여 요격 나온 황조를 번성(樊城)과 등성(鄧城) 사이에서 무찌르고 한수(漢水)를 건넜다. 유표의 거점 양양(襄陽)을 포위한 채 현산(峴山)으로 달아난 황조, 여공 을 쫓다가 화살과 돌에 맞아 죽었다. 시신은 손견이 효렴으로 추거해줬었던 환계가 생명의 위험을 무릅쓰고 유표에게 청해 받아왔다. 손견을 따라 전전하던 조카 손분이 시신을 영구하여 곡아(曲阿, 지금의 장쑤성 단양시)에 묻혔으며 후일 오를 건국하고 황제에 오른 차남 손권에 의해 시조 무열황제(始祖 武烈皇帝)로 추존되었다.

## 생몰년 문제
손견은 37세에 죽었다. 그런데 죽은 시기가 각 사서마다 다르다. 장번(張璠)의 《한기》와 호충(胡沖)의 《오력》(吳歷)에서는 191년, 진수의 《삼국지》와 범엽의 《후한서》 원술전에서는 192년, 〈효헌제기〉에서는 192년 음력 1월, 왕찬의 《영웅기》에서는 193년 음력 1월 7일이라고 하였다. 다만 손견은 173년 이전에 전당에서 해적을 쫓아낸 적이 있으므로 193년설은 맞지 않으며 손견이 유표를 공격한 시기는 191년 11월(음력) 이후이다. 손책은 건안 5년(200년) 26살에 죽었는데 《오록》에 실린 손책의 표에서는 17세에 아버지를 여의었다고 하였다. 배송지는 이를 계산하여 191년이 옳다 하였고 사마광도 이를 따랐다.

## 평가
손견이 낙양으로 진격하던 때 유애(劉艾)는 미양에서의 고전을 예시로 들며 손견의 군재가 이각, 곽사보다 못하다 하였다. 이에 동탁은 그때는 병사들의 상태가 좋지 않았기 때문이며 손견은 용병을 꽤 잘하고 조금 우직한 면이 있다고 하였다. 부인 오부인의 친정에서는 손견이 경박하고 교활하다 여겨 구혼을 거절했었다.
진수는 ‘용맹하고 강인하여 외로이 밑바닥에서부터 올라와 명성을 떨쳤으며 충장지렬(忠壯之烈)이 있었다. 다만 큰아들 손책과 마찬가지로 언행과 성격이 가볍고 조급하여 스스로를 해치고 말았다.’고 평하였다. 배송지 역시 손견이 반동탁 연합군 중 가장 충렬(忠烈)이란 말에 어울린다고 하였다. 반면에 홍매(洪邁)는 ‘사사로운 원한으로 상관인 왕예를 죽이고 군대의 위세를 이용해 이웃 군수 장자도 죽였으며 역심을 품은 원술의 명을 받들어 유표까지 쳤는데 어찌 임금에게 충성을 다했다고 할 수 있는가?’라고 비판하였다.

## 삼국지연의
사서가 아닌 소설 《삼국지연의》에서는 고정도를 쓰며 강동의 호랑이라 불린다. 정사와 대체로 비슷하며 다른 묘사는 다음과 같다. 동탁 토벌전의 작중 서전인 사수관 전투에서 초반에는 선전하다가 원술로부터 군량 보급을 받지 못해 화웅에게 패한다. 원술과의 문제를 해결하고 낙양으로 진격했는데 전국새를 취하자 역심을 품고 장사로 돌아가려 한다. 원소에게 제지를 받자 “만약 그 보물을 숨겼다면 칼과 화살을 맞고 좋지 않게 죽을 것이다!”고 맹세한 채 돌아간다. 다음 회에서 유표와 전투를 벌여 거세게 밀어붙이지만 여공의 유인에 걸려 온몸에 돌과 화살을 맞고 머리가 터져 영 좋지 않은 죽음을 맞는다.

## 손견을 섬긴 사람들
- 오경
- 정보
- 조무
- 주치
- 한당
- 황개

## 가계
- 아버지 : 손종
  - 형제 : 손강, 손정
  - 부인 : 오부인
    - 자녀 : 손책, 손권, 손익, 손광, 손랑, 손부인
      - 손자 : 손소 / 손등, 손려, 손화, 손패, 손분, 손휴, 손량, 손노반

## 같이 보기
- 삼국지 인물 목록

## 참고 문헌
- 《삼국지》46권, 오서 제1 손견